# Marc Vinici (cònsol)
Marc Vinici (en llatí Marcus Vinicius P. F. M. N. o també Vinucius) va ser un magistrat romà del segle i. Era fill de Publi Vinici, cònsol l'any 2.
Va néixer a Cales a la Campània. Va ser cònsol l'any 30 junt amb Cassi Longí i en aquest any l'escriptor Vel·lei Patercle li va dedicar la seva obra més important, la Historiae Romane.
L'any 33 Tiberi li va donar en matrimoni a Júlia Livil·la, filla de Germànic Cèsar. Com que Germànic era fill adoptiu de Tiberi, Vinici va ser considerat progenor de Tiberi. Tàcit el descriu com a mitis ingenio et comptae facundiae (d'una intel·ligència madura i orador brillant).
De l'any 38 al 39 va ser procònsol de la província romana d'Àsia. Sembla que va estar involucrat en l'assassinat de Calígula. Vinici va ser cònsol per segona vegada durant el regnat de Claudi l'any 45 juntament amb Taure Estatili Corví.
L'any 46 va ser assassinat per orde de Valèria Messal·lina, l'emperadriu, que ja havia fet matar abans a Júlia Livil·la i havia intentat sense èxit seduir a Vinici. Va rebre, malgrat tot, funerals d'estat.